# Bobo (canción de J Balvin)
«Bobo» es una canción y segundo sencillo del álbum Energía, del cantautor colombiano J Balvin, producida por Sky y Mosty, lanzado el 6 de mayo de 2016.

## Vídeo musical
El vídeo musical fue filmado en Ciudad de México,en el Museo Soumaya y fue lanzado el 13 de mayo de 2016. El video comienza con Carlos David, un joven millonario, que al parecer siempre está rodeado de mujeres, pero que en medio de un festejo demuestra todas las "bobadas" que puede llegar a hacer. Esto para dar paso, a su pareja, una joven quien se siente sola y busca refugio en otro hombre, J Balvin, con quien pasa momentos placenteros, hasta que ella decide dejar al joven millonario, por lo que le envía un mensaje de texto con el que se da cuenta de que los dos hombres eran el mismo.

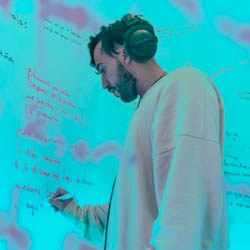
El compositor: René David Cano Ganador del Grammy Latino 2015 a Mejor Canción Urbana. Escritor de éxitos del reguetón como: - Ay Vamos(J Balvin), Sigo Extrañándote (J Balvin), Ginza(J Balvin), Borro Cassette(Maluma), Bobo(J Balvin), Mi Cama(Karol G), Trap (Shakira), Otra Vez (Zion y Lennox)

## Rendimiento comercial
El vídeo del sencillo alcanzó en 3 días las 10 millones de reproducciones en YouTube, rompiendo este récord en español, que pertenecía a Ginza, también de J Balvin. Además entró al top 10 de ventas generales en iTunes, y en plataformas de streaming como Spotify.

## Posiciones
| Lista (2016)               | Mejor posición |
| -------------------------- | -------------- |
| Colombia (National Report) | 2              |

### Anuales
| País   | Certificador   | Lista         | Mejor posición |
| 2016   | 2016           | 2016          | 2016           |
| ------ | -------------- | ------------- | -------------- |
| México | Monitor Latino | Top pop anual | 5              |